# Piotr Ruszkiewicz
Piotr Ruszkiewicz (ur. 1946) – polski językoznawca, profesor nauk humanistycznych.

## Życiorys
W 1970 ukończył studia z zakresu filologii angielskiej na Uniwersytecie Warszawskim. Doktoryzował się tamże w 1974 na podstawie pracy pt. Modern approaches to graphophonemic investigations in English. Stopień doktora habilitowanego uzyskał w 1984 na Uniwersytecie im. Adama Mickiewicza w Poznaniu w oparciu o rozprawę Aspects of reflexivization in English. Postanowieniem Prezydenta RP z 13 marca 1998 otrzymał tytuł naukowy profesora nauk humanistycznych.
W drugiej połowie lat 80. pełnił funkcję dyrektora Instytutu Filologii Angielskiej Wyższej Szkoły Pedagogicznej w Opolu. W trakcie jego kadencji uczelnia podpisała umowy o współpracy, które umożliwiły wymianę kadry z brytyjskimi uniwersytetami: University of Oxford, University of East Anglia i University College London. Został profesorem Uniwersytetu Pedagogicznego im. Komisji Edukacji Narodowej w Krakowie i Uniwersytetu Jana Kochanowskiego w Kielcach. Wcześniej pracował również na Uniwersytecie Gdańskim i w Państwowej Wyższej Szkole Zawodowej w Elblągu.
Specjalizuje się w językoznawstwie angielskim i językoznawstwie ogólnym. Jego zainteresowania badawcze obejmują: polsko-angielskie studia kontrastywne (szczególnie w aspekcie fonologicznym), teorię języka, w szczególności fonologię, morfologię i składnię, oraz historiografię językoznawczą.

## Wybrane publikacje
- Modern approaches to graphophonemic investigations in English, Katowice 1976
- Aspects of reflexivization in English, Katowice 1984
- Distinctive feature theory. Origins, development and current practice, Gdańsk 2001